# 십팔반병기
십팔반병기(十八般兵器)는 중국 무술에서 사용되는 열여덟 가지 무기와 그 무기를 이용한 무술들이다.
열여덟 개의 무기가 각각 무엇인지는 무술 유파, 문헌마다 약간의 차이가 있다.